# Żuraw portowy

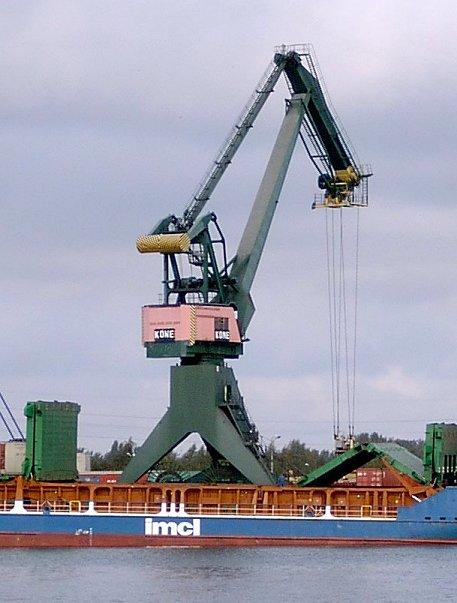
Żuraw portowy (Gdańsk)

Żuraw portowy lub żuraw stoczniowy – żuraw o specjalnym zastosowaniu. Używane w dokach portowych do załadunku i rozładunku statków oraz przy montażu i remoncie obiektów pływających. Odrębność nazwy żurawi portowych od stoczniowych bierze się wyłącznie z faktu, że zwykle stocznia i port wodny stanowią odrębne jednostki gospodarcze. Zarówno żurawie portowe i stoczniowe są zwykle montowane na szynowym podwoziu. Budowane są także żurawie pływające. Zazwyczaj mają konstrukcję wypadową, gdzie cały mechanizm pochyla się w taki sposób, że przenoszony ładunek pozostaje zawsze na tej samej wysokości; dopiero po osiągnięciu odpowiedniego położenia opuszczany jest (lub podnoszony) za pomocą cięgnika.